# 旅打ち!パチンコがちんこ東北漂流記
旅打ち!パチンコがちんこ東北漂流記 〜旅費は天下の回り物〜（たびうち パチンコがちんことうほくひょうりゅうき りょひはてんかのまわりもの）は、2008年11月から2009年4月まで旅チャンネルで放送された紀行番組（全13回）である。

## 概要
駆け出しのお笑いコンビが、軍資金10万円を元手にパチンコで旅費を工面しながら、東北6県（青森県、岩手県、宮城県、秋田県、山形県、福島県）の各県で観光とグルメを満喫するというルールのもと旅をしていく。
スタートは東北の南玄関である福島県いわき市、ゴールは本州最北端の青森県大間町。パチンコに勝てば極楽だが負ければ地獄という「旅打ち」の過酷さと楽しさを味わいつつ、旅のロマンも味わうというパチンコ&観光ロードムービー的番組である。

## 出演者
- 8ボール（並木伸之、竹川幸弘）

## スタッフ
- 構成・演出・撮影・編集 : 山内大輔
- AD : 坂口一人
- 制作担当 : 水田信爾
- オープニングCG : 古谷彰一郎
- 音楽 : POKKUN
- 主題歌 : 『and...u』（Lyrics : 音生しずく、Composition : POKKUN、Arrangement : AMERICAN BLUE）
- 制作協力 : ナノキューブ
- プロデューサー : 関根雅史（JIC） 齋藤浩司（ナノキューブ）
- 製作・著作 : 旅チャンネル/JIC